# Třebobuz (hradiště)
Třebobuz je pravěké hradiště jižně od stejnojmenné vesnice u Líšťan v okrese Plzeň-sever. Nachází se na ostrožně nad soutokem Lučního a Lipenského potoka necelý jeden kilometr od severního břehu vodní nádrže Hracholusky v nadmořské výšce okolo 400 metrů.
Staveništěm hradiště se stala 300 metrů dlouhá a padesát metrů široká ostrožna. Hradiště o rozloze přibližně jednoho hektaru bylo chráněno hradbou, ze které se dochoval jeden metr vysoký a čtyři metry široký val. V roce 1983 provedli Jaroslav Bašta, Dara Baštová a H. Svobodová archeologický výzkum. V jedné sondě a několika vývratech nalezli úlomky mazanice a zlomky pravěké keramiky, které však neumožnily přesněji určit, kdy byla lokalita osídlena.